# Марк Шлумбергер
Марк Шлумбергер (на френски: Marc Schlumberger) е френски лекар и психоаналитик, член на Парижкото психоаналитично общество (ППО).

## Биография
Роден е на 26 юли 1900 година в Майен, Франция. Преминава обучителна анализа при Рене Лафорг. През 1946 г. става секретар на първото бюро на ППО, когато Джон Леуба е президент, позиция на която Шлумбергер остава до 1951 г. Той остава верен на Саха Нахт по време на разногласията през 1953 (виж Френско психоаналитично общество) и става президент на обществото между 1957 – 1958 г.
Умира на 26 юни 1977 година в Париж на 76-годишна възраст.